# Wichtelhöhlen (Bad Kissingen)

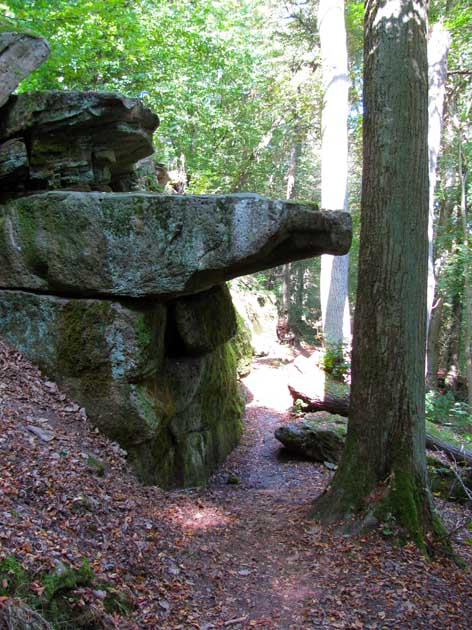
Les grottes de lutins de Bad Kissingen (Wichtelhöhlen).

Les grottes de lutins de Bad Kissingen (Wichtelhöhlen) il s'agit d'une formation d'environ 20 falaises en grès bigarré qui se situe entre Bad Kissingen et Euerdorf, dans la vallée de la Saale franconienne en Bavière.

## Localisation
Les grottes de lutins (Wichtelhöhlen) se trouvent aux abords de la route nationale 287 entre Bad Kissingen et Euerdorf, à environ 1 km en dehors de la commune de Bad Kissingen au niveau du club de golf.

## La formation des grottes
Les grottes dont il est question sont en fait des fentes et des cavités creusées par l’érosion dans les couches de grès bigarré, une roche courante en Basse-Franconie. (pour plus de détails, voir le lien)

## Protection de la nature
Les grottes de lutins se situent dans une biosphère protégée au bord de la Rhön. Étant donné que les fentes et les grottes servent aussi de refuge aux animaux hibernants, les autorités de protection de la nature locales sont particulièrement vigilantes.

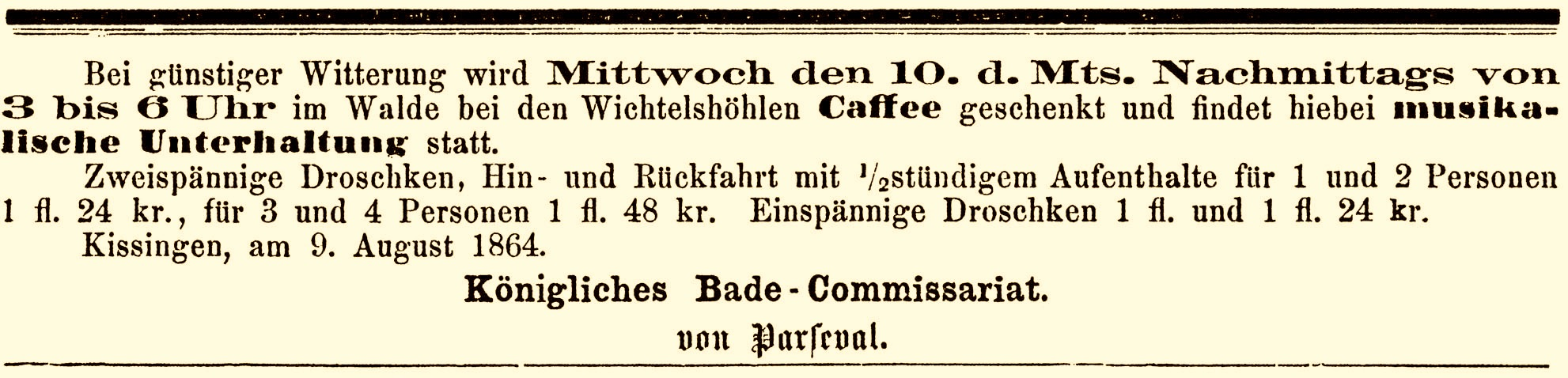
Publicité 1864

## L'art
Deux statues du sculpteur Michael Arnold représentant des gnomes sont évoquées dans deux guides touristiques de 1891 (Leo Woerl) et de 1912 (maison Clément Kissingen), ces statues sont aujourd'hui disparues. Les lutins inspirèrent aussi des poètes comme Johann Nepomuk Müller:
Die Wichtelen, die Wichtelen

Sie wohnen tief im Berg,

Sind winzig nette Dingerchen,

Kaum größer als die Fingerchen,

Viel kleiner als die Zwerge.

Die Wichtelen, die Wichtelen

Sie kommen in die Mühle,

Ein jedes trägt ein Ährelein,

in jedem sind zehn Körnelein –

Die legt es auf die Diele.

Im Saalegrund bei Kissingen

Heißt man's die Patzeleiten,

Dort hausen noch die Wichtelen

Du kannst die kleinen Dingerchen

Wohl sehn bei Vollmondzeiten.

## Contes et légendes

### L'assemblée des lutins
Les lutins se seraient régulièrement rassemblés à une "chaire", d'où le chef aurait tenu ses discours. On entendait alors beaucoup de bruits émanant de la forêt.

### Les lutins aident le meunier
D'après les récits d'un paysan, les lutins soutenaient le meunier du moulin des Tilleuls (Lindesmühle). Après que celui-ci les eut vexés, ils disparurent et le meunier sombra dans le besoin.

## Littérature
- Franz Anton von Balling: Die Heilquellen und Bäder zu Kissingen, 8. umgeänd. u. verm. Aufl., Bad Kissingen 1876, p. 246.
- Werner Eberth: Michael Arnold (1824 - 1877) – Ein Bildhauer des Spätklassizismus, Bad Kissingen 2001, p. 115.
- Edi Hahn: Bad Kissingen und seine Umgebung die schönsten Sagen, Legenden und Geschichten, Bad Kissingen 1986, p. 48.
- Thomas Künzl: Vorzeit & Geologie – Wichtelhöhlen, Stadtgeschichtliche Informationen (Stadtarchiv Bad Kissingen) April 2010.
- Josef Lisiecki: Sagen und Legenden aus dem Landkreis Bad Kissingen, Bad Kissingen 1982, p. 43.
- Andreas Wolfgang Nikola: Volkssagen aus dem Saalegau, Bad Kissingen 1936, p. 11.
- Heike Paulus: Wo die Wichtel zu Hause sind, Gäste-Journal Februar 2005, p. 14.
- Grieben Reiseführer: Bad Kissingen und Umgebung, Berlin 1939, p. 56.